# 스타레메스토 (프라하)

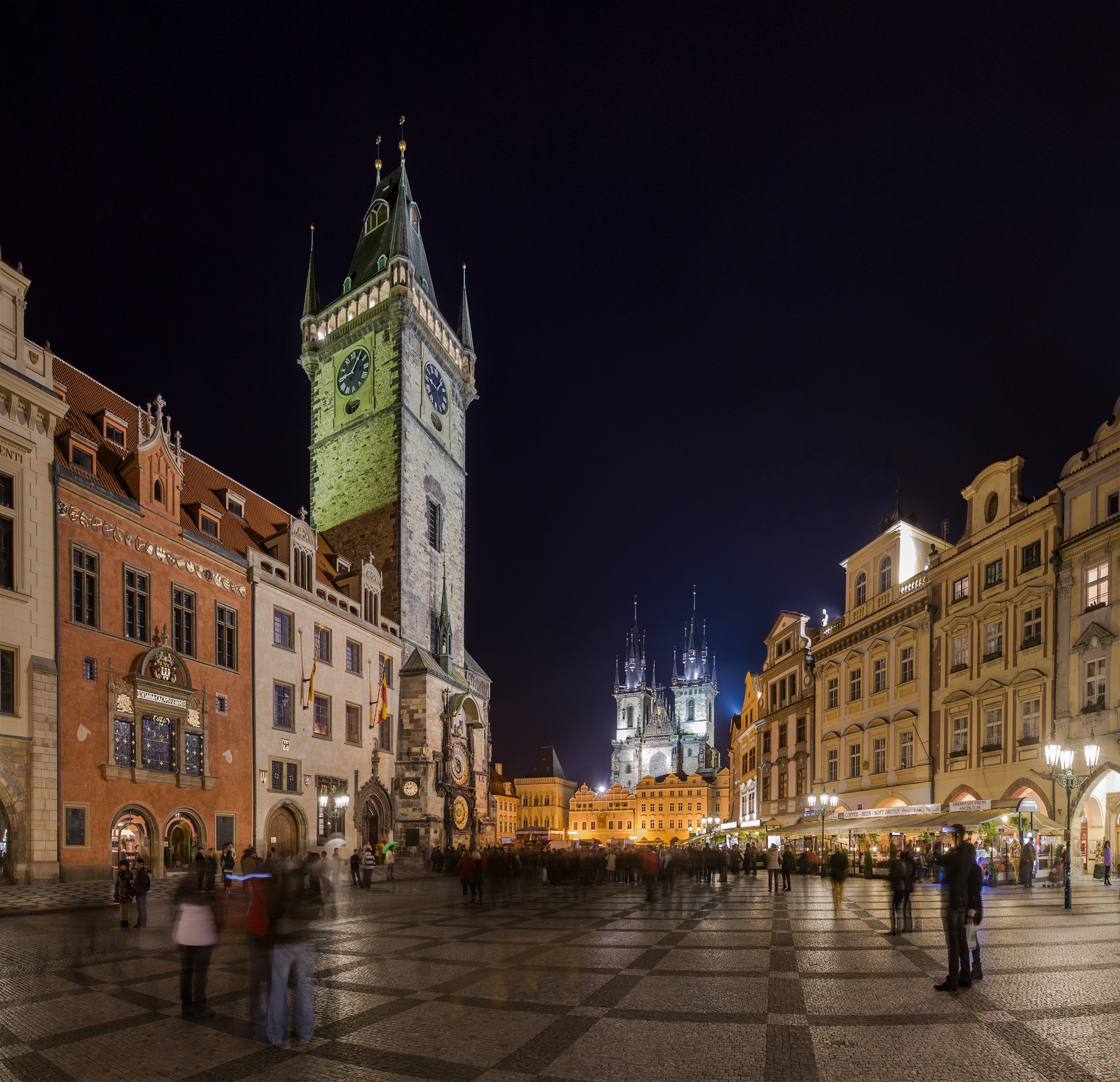
구시가 광장

스타레메스토(체코어: Staré Město)는 체코 프라하의 구시가지 지역을 의미한다.